# Kossi (tỉnh)
Tỉnh Kossi là một tỉnh ở phía đông Burkina Faso giáp với biên giới Mali. Tỉnh này thuộc vùng Boucle du Mouhoun. Tỉnh lỵ là thị xã Nouna. Đô thị lớn thứ nhì tỉnh là Djibasso.
Đây là một trong các tỉnh kém phát triển nhất trong các tỉnh của Burkina Faso.  Kossi không có đường rải nhựa và bê tông.
Dân số của Kossi năm 2006 là 272.223 người. Đây là một tỉnh nông nghiệp với 253.793 trong tổng số dân sống ở nông thôn, chỉ có 18.440 dân sinh sống ở thành thị. Có 135.342 nam giới và 136.891 nữ giới.
Kossi được chia thành 10 tổng:
| Tổng              | Thủ phủ    | Dân số (Điều tra dân số năm 2006) |
| ----------------- | ---------- | --------------------------------- |
| Barani (tổng)     | Barani     | 44.237                            |
| Bomborokui (tổng) | Bomborokui | 15257                             |
| Bourasso (tổng)   | Bourasso   | 12548                             |
| Djibasso (tổng)   | Djibasso   | 49.730                            |
| Dokuy (tổng)      | Dokuy      | 28.642                            |
| Doumbala (tổng)   | Doumbala   | 26.643                            |
| Kombori (tổng)    | Kombori    | 8.300                             |
| Madouba (tổng)    | Madouba    | 6.590                             |
| Nouna (tổng)      | Nouna      | 70.010                            |
| Sono (tổng)       | Sono       | 7.276                             |